# Fernando Monteiro
Fernando Monteiro (Recife, 20 de maio de 1949 – Recife, 12 de fevereiro de 2025), foi um poeta, romancista e cineasta brasileiro.

## Dados biográficos
Foi bacharel em Ciências Sociais e estudou Cinematografia em Roma (Itália). Estreou como poeta com o poema longo Memória do Mar Sublevado (Editora Universitária), em 1973. No ano seguinte, a mesma editora lançou a sua peça teatral em dois atos O Rei Póstumo, distinguida com o Prêmio Othon Bezerra de Melo, da Academia Pernambucana de Letras, em 1975.
Seu livro de poemas Ecométrica conquistou o prêmio nacional da UBE/Rio, em 1984, e foi elogiado por Camilo José Cela (Prêmio Nobel 1989), em artigo crítico publicado na Espanha, e republicado no jornal "Diário de Pernambuco".
Em 1984 publica Hiléiade (poesia) pela Editorial dos Reis (Portugal) e A Interrogaçao dos Dias  (poesia) pela Edições ENCONTRO, Gabinete Português de Leitura.
Após incursionar pelo cinema, como autor de documentários e filmes culturais de curta-metragem (alguns indicados, oficialmente, para representar o Brasil em festivais internacionais de filmes curtos no México, na Alemanha e na Polônia), Fernando Monteiro publicou dois romances premiados no Brasil e em Portugal: Aspades, ETs, Etc e A Cabeça no Fundo do Entulho (Prêmio Revista BRAVO! de Literatura 1999). Depois de lançado pela portuguesa Campo das Letras (Porto), Aspades, ETs, Etc foi lançado no Brasil, em 2000, pela Editora Record, e, ainda relançado -- no formato e-book -- pela Editora Cesárea, em 2014, ano em que figurou entre os sete livros de "Literatura brasileira" votados como os melhores do ano, pela escolha dos colunistas e críticos colaboradores da Revista Amálgama - Atualidade & Cultura.
Foi também autor de A Múmia do Rosto Dourado do Rio de Janeiro (2001), O Grau Graumann (2002) e As Confissões de Lúcio, de 2006, primeiro e segundo volume da "Trilogia Graumann") - cujo personagem central é Lúcio Graumann, gaúcho de Santa Cruz do Sul que Monteiro criou, ficcionalmente, como o primeiro brasileiro laureado com o prêmio Nobel de literatura, além do livro de contos Armada América, finalista do Prêmio Brasil/Telecom, em 2004.
Em julho de 2005, o romancista pernambucano - que também colabora, como articulista, em jornais e revistas como Continente Multicultural - iniciou a publicação de O Inglês do Cemitério dos Ingleses, em capítulos mensais (à maneira do chamado "romance-folhetim" popular no século XIX) nas páginas do caderno "Viramundo" do jornal literário Rascunho. Em outubro de 2008, Fernando Monteiro fez a sua estréia como autor também na área infanto-juvenil, com O Nome de um Hamster.
Em 2009, publica em livro o poema longo  Vi uma foto de Anna Akhmátova  pela Fundação de Cultura Cidade do Recife. Em 2012 publicou com tiragem limitada/numerada o livro de poemas Mattinata  (co-edição Edições Nephelibata, de Santa Catarina, e Sol Negro Editora, do Rio Grande do Norte). Em maio de 2013, foi anunciado vencedor do primeiro Prêmio Pernambuco de Literatura, na Categoria Romance, com O Livro de Corintha.
Fernando Monteiro também exerceu a crítica de arte: é autor do livro Brennand (premiado pela Funarte, em 1987), foi apresentador de exposições internacionais em Berlim e no Porto, atuou como jurado de salões de arte e desempenhou atividades de curador (galerias Espaço Vivo e Estúdio A), na década de 1990.
Fernando morreu no dia 12 de fevereiro de 2025, aos 75 anos.

## Comentário de Camilo José Cela
Abaixo um trecho do comentário:
"Tem sido cada vez menos frequente, nas últimas décadas, poder saudar o aparecimento de poetas-inventores operando no nível da linguagem com força suficiente para algo acrescentar à capacidade de expressão renovadora, ao menos no âmbito das literaturas de voz latina, e restrito ao que por ora conhecemos. Julgo, no entanto, que essa dieta empobrecedora das línguas acaba de ser quebrada, no Nordeste do Brasil, por um portador da boa nova para o universo literário do idioma português - tão próximo do nosso galego - que é o poeta Fernando Monteiro, com seu luminoso livro Ecométrica."

## Cinema
Produziu e dirigiu cerca de 15 documentários de curta-metragem (todos distinguidos com a Classificação Especial do CONCINE, na época), entre os quais:“Visão Apocalíptica do Radinho de Pilha” (1972), representante do Brasil no Festival de Guadalajara; “Filme de Percussão Mercado Adentro” (1974), representante do Brasil no Festival de Karlov-Vary (RDA); “Saideira” (1980), representante do Brasil no Festival de Varsóvia,  “Brennand: Sumário da Oficina pelo Artista” (Festival de Brasília, 1977), “Escuriais Rústicos” (1976), “Bumba-meu-boi da Vida” (1978)”,  “Oh, Segredos de uma Raça” (1979), “Cultura Marginal Brasileira”, “Leilão Sem Pena” – Prêmio de Melhor Roteiro no Festival de Cinema de Aracaju (1981), “Cultura Marginal Brasileira”, “O Pharol”, “Simetria Terrível ou Mecânica de JC”, “A Pedra do Sono” e outros (todos em 35mm).
Também diretor de filmes especiais para o Curso de Alfabetização de Adultos (método Paulo Freire), produzido pela OEA/Universidade Federal de Pernambuco/TV-Universitária, entre 1971 e 1972.
Idealizador e produtor do Projeto Cinematográfico de Pesquisa Sociológica, Antropológica e de Comunicação Social, recomendado pelo cineasta Alberto Cavalcanti ao então Instituto Nacional do Cinema – INC (1974).

## Obras literárias

### Poesia
- Memória do Mar Sublevado (1973)
- Leilão sem Pena (1980)
- Ecométrica (1983)
- A Interrogação dos Dias (1984)
- Hiléiade (1984)
- Gerión e a Suméria (1997)
- Vi uma foto de Anna Akhmátova (2009)
- Mattinata (2012)
- Museu da Noite (2018)

### Romance
- Aspades, Ets, Etc (1997)
- A Cabeça no Fundo do Entulho (1999)
- A Múmia do Rosto Dourado do Rio de Janeiro (2001)
- O Grau Graumann (2002)
- As Confissões de Lúcio (2006)
- O Livro de Corintha (2013)

### Infanto-juvenil
O Nome de um Hamster (2008)

### Conto
- Armada América (2003)
- Contos Estrangeiros de Fernando Monteiro (2017)

### Teatro
- O Rei Póstumo (1974)

### Ensaio
- Akhenaton: Ascese & Revolução (1986)
- T.E.Lawrence: O Triunfar da Náusea (1987)
- Brennnad (1987)
- T.E. Lawrence: Morte num ano de sombra (2000)

### Tradução
- A Matriz (T.E. Lawrence) (2005)